# Bouzonville
Bouzonville é uma comuna francesa na região administrativa do Grande Leste, no departamento de Mosela. Estende-se por uma área de 13.9 km², e possui 3.923 habitantes, segundo o censo de 2018, com uma densidade de 280 hab/km².